# Sitnica
Sitnica (albanska: Sitnicë; serbisk kyrilliska: Ситница), är en 90 km lång flod i Kosovo. Den flyter in i Ibërfloden vid Mitrovica och det är den längsta floden som flyter helt innanför Kosovos gränser.

## Historia
På 1300-talet, under kung Milutins välde, grävdes en kanal som sammankopplade Sazlija och floden Nerodima. Detta skapade en artificiell bifurkation eftersom Nerodima flyter åt syd, in i Lepenacfloden och därför tillhör Egeiska havets avrinningsområde, medan Sitnica flyter åt norr, in i Ibarfloden och Svarta havets avrinningsområde. 
Sitnica var tänkt att vara en viktig del i vattensystemet Ibër-Lepenac, som skulle styra vattenflödet hos Ibër-Sitnica-Lepenac, men planen blev aldrig verklighet.